# Тейлор-Спрінгс (Іллінойс)
Тейлор-Спрінгс (англ. Taylor Springs) — селище (англ. village) в США, в окрузі Монтгомері штату Іллінойс. Населення — 724 особи (2020).

## Географія
Тейлор-Спрінгс розташований за координатами 39°7′51″ пн. ш. 89°29′43″ зх. д. / 39.13083° пн. ш. 89.49528° зх. д. (39.130775, -89.495299).  За даними Бюро перепису населення США в 2010 році селище мало площу 2,69 км², з яких 2,60 км² — суходіл та 0,09 км² — водойми.

## Демографія
Згідно з переписом 2010 року, у селищі мешкало 690 осіб у 262 домогосподарствах у складі 158 родин. Густота населення становила 257 осіб/км².  Було 282 помешкання (105/км²).
Расовий склад населення:
| - 98,1 % — білих - 0,3 % — корінних американців - 0,1 % — чорних або афроамериканців |

До двох чи більше рас належало 1,4 %. Частка іспаномовних становила 1,2 % від усіх жителів.
За віковим діапазоном населення розподілялося таким чином: 15,2 % — особи молодші 18 років, 56,1 % — особи у віці 18—64 років, 28,7 % — особи у віці 65 років та старші. Медіана віку мешканця становила 49,1 року. На 100 осіб жіночої статі у селищі припадало 96,6 чоловіків;  на 100 жінок у віці від 18 років та старших — 91,8 чоловіків також старших 18 років.
Середній дохід на одне домашнє господарство  становив 50 425 доларів США (медіана — 40 208), а середній дохід на одну сім'ю — 52 625 доларів (медіана — 42 841). Медіана доходів становила 51 250 доларів для чоловіків та 30 125 доларів для жінок. За межею бідності перебувало 15,7 % осіб, у тому числі 13,8 % дітей у віці до 18 років та 11,0 % осіб у віці 65 років та старших.
Цивільне працевлаштоване населення становило 174 особи. Основні галузі зайнятості: освіта, охорона здоров'я та соціальна допомога — 29,9 %, будівництво — 14,4 %, виробництво — 13,8 %.